# Флаг Чердынского городского поселения
Флаг муниципального образования Че́рдынское городское поселение Чердынского муниципального района Пермского края Российской Федерации — опознавательно-правовой знак, служащий официальным символом муниципального образования.
Ныне не действующий флаг утверждён 7 декабря 2009 года решением Думы Чердынского городского поселения № 159 и внесён в Государственный геральдический регистр Российской Федерации с присвоением регистрационного номера 5888.
Жители Чердынского городского поселения, а также иные лица, находящиеся на территории Чердынского городского поселения, обязаны уважать флаг Чердынского городского поселения.

## Описание
«Прямоугольное полотнище белого цвета с отношением ширины к длине 2:3, несущее посередине изображение обращённого от древка лося, идущего по зелёной земле, воспроизведенной вплотную к нижнему краю; изображение выполнено в чёрном (или — красном), жёлтом и зелёном цветах».

## Символика
В основу флага положен доработанный исторический герб города Чердыни, Высочайше утверждённый 17 (28) июля 1783 года, описание которого гласит: «В верхней части щита — герб Пермский. В нижней — в серебряном поле лось, означающий, что жители округа оного города промысел имеют звериною ловлею и что платят ясак лосинами кожами».
В приведённом к современным геральдическим российским нормам гербе учтены исторические изменения — лось, окрас которого был опущен при описании герба 1783 года, изображён чёрным.
Белый цвет полотнища — символ благородных и патриотических помыслов жителей города о благе и процветании родной земли. Белый цвет (серебро) в геральдике символизирует также веру, чистоту, искренность, чистосердечность, благородство, откровенность и невинность.
Чёрный цвет символизирует благоразумие, мудрость, скромность, честность и вечность бытия.
Зелёный цвет (земля) — символ жизни, радости, надежды, природы.

## История
Первый флаг Чердынского городского поселения был утверждён 28 марта 2006 года решением Думы Чердынского городского поселения № 26. Как не соответствующий современным российским геральдическим нормам был заменён ныне действующим флагом решением Думы Чердынского городского поселения от 7 декабря 2009 года № 159.

### Описание
«Флаг муниципального образования „Чердынское городское поселение“ представляет собой прямоугольное полотнище с отношением ширины 2:3 с двуцветным изображением поля флага. Верхнее — белого цвета, нижнее — зелёное, в соотношении 2/3 к 1/3, на белом поле в центре полотнища изображение герба города Чердынь 1783 года, габаритная высота изображения герба составляет 1/3 ширины полотнища флага».

### Символика
Флаг Чердынского городского поселения в соответствии с геральдическими традициями основывается на символике герба города Чердыни 1783 года. Описание герба гласит: «В верхней части щита герб Пермский, который представляет собой изображение серебряного медведя, идущего влево (геральдический вправо), помещённого на червлёном (красном) геральдическом щите, несущего на спине Евангелие в золотом окладе, над ним серебряный четырёхконечный, равносторонний крест с расширяющимися концами. В нижней части щита в серебряном поле лось, означающий, что жители оного города промысел имеют звериною ловлею и за что платят ясак (подать) лосиными кожами».
Цвета полотнища флага Чердынского городского поселения обозначают:
белый — наделяет свойствами очищения и божественности, ассоциируется со святостью, чистотой и целомудрием помыслов жителей городского поселения;
зелёный — символ природы, здоровья, жизненного роста, изобилия, благородства, покоя.